# Bajandelger járás (Szühebátor)
Bajandelger járás (mongol nyelven: Баяндэлгэр сум) Mongólia Szühebátor tartományának egyik járása. Területe 7282 km². Népessége kb. 4900 fő.
Székhelye, Siré (Ширээ) 140 km-re fekszik Barún-Urt tartományi székhelytől.